# .do
.do е интернет домейн от първо ниво за Доминиканска република. Администрира се от NIC.DO. Представен е през 1991 г.

## Домейни от второ ниво
- edu.do:
- gob.do /
- gov.do
- com.do
- sld.do
- org.do
- net.do
- web.do
- mil.do
- art.do